# Okoniokształtne
Okoniokształtne (Perciformes) – najliczniejszy rząd ryb promieniopłetwych obejmujący co najmniej 150, a według niektórych źródeł nawet 180 rodzin. Gatunki zaliczane do okoniokształtnych są bardzo zróżnicowane pod względem budowy ciała, zajmowanego siedliska i prowadzonego trybu życia. Występują niemal we wszystkich zbiornikach wodnych na Ziemi. Większość stanowią gatunki morskie. Są najmłodszą filogenetycznie grupą ryb.

## Cechy charakterystyczne
- łuski ktenoidalne
- promienie płetw w części lub całkowicie twarde
- płetwy piersiowe osadzone wysoko na bokach ciała
- płetwy brzuszne przesunięte do przodu
- pas barkowy i miednicowy połączone więzadłem
- pęcherz pławny zamknięty
- brak aparatu Webera

## Systematyka
Poniższa tabela przedstawia porównanie nowych trendów w klasyfikacji systematycznej z klasyfikacją dotychczasową.
Podział okoniokształtnych na podrzędy:
| Aktualnie proponowana klasyfikacja | Dotychczasowa klasyfikacja |
| --- | --- |
| - Acanthuroidei – pokolcowce - Anabantoidei – błędnikowce - Blennioidei – ślizgowce - Callionymoidei – lirowce - Caproidei – kaproszowce - Channoidei – żmijogłowce - Elassomatoidei - Gobiesocoidei – grotnikowce - Gobioidei – babkowce - Icosteoidei - Kurtoidei - Labroidei – wargaczowce - Notothenioidei – nototeniowce - Percoidei – okoniowce - Scombroidei – makrelowce - Scombrolabracoidei - Stromateoidei – żuwakowce - Trachinoidei – ostroszowce - Zoarcoidei – węgorzycowce | - Acanthuroidei – pokolcowce - Ammodytoidei – dobijakowce - Anabantoidei – błędnikowce - Blennioidei – ślizgowce - Callionymoidei – lirowce - Channoidei – żmijogłowce - Gobioidei – babkowce - Icosteoidei - Kurtoidei - Labroidei – wargaczowce - Luciocephaloidei – szczupakogłowcowce - Mugiloidei – cefalowce - Notothenioidei – nototeniowce - Percoidei – okoniowce - Polynemoidei – wiciakowce - Schindlerioidei - Scombroidei – makrelowce - Sphyraenoidei – barrakudowce - Stromateoidei – żuwakowce - Trachinoidei – ostroszowce - Zoarcoidei – węgorzycowce |

### Acanthuroidei
Podrząd: Acanthuroidei – pokolcowce obejmuje 6 rodzin:
| według polskich nazw zwyczajowych | według nazw systematycznych |
| --- | --- |
| - argusowate – Scatophagidae - dianowate – Luvaridae - idolkowate – Zanclidae - pokolcowate – Acanthuridae - syganowate – Siganidae - szpadelkowate – Ephippidae | - Acanthuridae – pokolcowate - Ephippidae – szpadelkowate - Luvaridae – dianowate - Scatophagidae – argusowate - Siganidae – syganowate - Zanclidae – idolkowate |

### Anabantoidei
Podrząd: Anabantoidei – błędnikowce obejmuje 3 rodziny:
| według polskich nazw zwyczajowych                                                         | według nazw systematycznych                                                               |
| ----------------------------------------------------------------------------------------- | ----------------------------------------------------------------------------------------- |
| - błędnikowate – Anabantidae - całuskowate – Helostomatidae - guramiowate – Osphronemidae | - Anabantidae – błędnikowate - Helostomatidae – całuskowate - Osphronemidae – guramiowate |

### Blennioidei
Podrząd: Blennioidei – ślizgowce obejmuje 7 rodzin:
| według polskich nazw zwyczajowych | według nazw systematycznych                                                                                        |
| --- | --- |
| - klinkowate – Clinidae - ślizgowate – Blenniidae - (brak nazwy) – Chaenopsidae - (brak nazwy) – Dactyloscopidae - (brak nazwy) – Labrisomidae - (brak nazwy) – Tripterygiidae | - Blenniidae – ślizgowate - Chaenopsidae - Clinidae – klinkowate - Dactyloscopidae - Labrisomidae - Tripterygiidae |

### Callionymoidei
Podrząd: Callionymoidei – lirowce obejmuje 2 rodziny:
| według polskich nazw zwyczajowych                          | według nazw systematycznych                                |
| ---------------------------------------------------------- | ---------------------------------------------------------- |
| - drakonetowate – Draconettidae - lirowate – Callionymidae | - Callionymidae – lirowate - Draconettidae – drakonetowate |

### Caproidei
Podrząd: Caproidei – kaproszowce obejmuje 1 rodzinę:
- Caproidae – kaproszowate

### Channoidei
Podrząd: Channoidei – żmijogłowce obejmuje 1 rodzinę:
- Channidae – żmijogłowowate

### Elassomatoidei
Podrząd: Elassomatoidei obejmuje 1 rodzinę:
- Elassomatidae

### Gobiesocoidei
Podrząd: Gobiesocoidei – grotnikowce obejmuje 1 rodzinę:
- Gobiesocidae – grotnikowate

### Gobioidei
| według polskich nazw zwyczajowych | według nazw systematycznych |
| --- | --- |
| - babkowate – Gobiidae - eleotrowate – Eleotridae - (brak nazwy) – Kraemeriidae - (brak nazwy) – Microdesmidae - (brak nazwy) – Odontobutidae - (brak nazwy) – Rhyacichthyidae - (brak nazwy) – Schindleriidae - (brak nazwy) – Xenisthmidae | - Eleotridae – eleotrowate - Gobiidae – babkowate - Kraemeriidae - Microdesmidae - Odontobutidae - Rhyacichthyidae - Schindleriidae - Xenisthmidae |

### Icosteoidei
Podrząd: Icosteoidei obejmuje 1 rodzinę:
- Icosteidae

### Kurtoidei
Podrząd: Kurtoidei obejmuje 1 rodzinę:
- Kurtidae

### Labroidei
Podrząd: Labroidei – wargaczowce obejmuje 6 rodzin:
| według polskich nazw zwyczajowych | według nazw systematycznych |
| --- | --- |
| - garbikowate – Pomacentridae - pielęgnicowate – Cichlidae - skarusowate – Scaridae - szumieniowate – Embiotocidae - wargaczowate – Labridae - (brak nazwy) – Odacidae | - Cichlidae – pielęgnicowate - Embiotocidae – szumieniowate - Labridae – wargaczowate - Odacidae - Pomacentridae – garbikowate - Scaridae – skarusowate |

### Notothenioidei
Podrząd: Notothenioidei – nototeniowce obejmuje 5 rodzin:
| według polskich nazw zwyczajowych | według nazw systematycznych |
| --- | --- |
| - bielankowate – Channichthyidae - kłujkowate – Bovichthyidae - nototeniowate – Nototheniidae - rogownikowate – Harpagiferidae - (brak nazwy) – Bathydraconidae | - Bathydraconidae - Bovichthyidae – kłujkowate - Channichthyidae – bielankowate - Harpagiferidae – rogownikowate - Nototheniidae – nototeniowate |

### Percoidei
Podrząd: Percoidei – okoniowce obejmuje 83 rodziny:
| według polskich nazw zwyczajowych | według nazw systematycznych |
| --- | --- |
| - apogonowate – Apogonidae - badisowate – Badidae - barwenowate – Mullidae - bassowate – Centrarchidae - bramowate – Bramidae - cesjowate – Caesionidae - chetonikowate – Chaetodontidae - diademkowate – Pseudochromidae - koryfenowate – Coryphaenidae - kraśniakowate – Emmelichthyidae - kulbinowate – Sciaenidae - latarnikowate – Priacanthidae - letrowate – Lethrinidae - lucjanowate – Lutjanidae - luszczowate – Haemulidae - monodaktylowate – Monodactylidae - moronowate – Moronidae - mydliczkowate – Leiognathidae - nitecznikowate – Nemipteridae - okoniowate – Percidae - ostrobokowate – Carangidae - podnawkowate – Echeneidae - pomakantowate – Pomacanthidae - prażmowate – Sparidae - przezroczkowate – Ambassidae - rachicowate – Rachycentridae - skalnikowate – Percichthyidae - strzelczykowate – Toxotidae - strzępielowate – Serranidae - sylagusowate – Sillaginidae - wiciakowate – Polynemidae - wielocierniowate – Nandidae - zmiataczowate – Pempheridae - żagiewkowate – Cirrhitidae - (brak nazwy) – Acropomatidae - (brak nazwy) – Aplodactylidae - (brak nazwy) – Arripidae - (brak nazwy) – Banjosidae - (brak nazwy) – Bathyclupeidae - (brak nazwy) – Callanthiidae - (brak nazwy) – Caristiidae - śródkolcowate – Centracanthidae - (brak nazwy) – Centrogeniidae - (brak nazwy) – Centropomidae - (brak nazwy) – Cepolidae - (brak nazwy) – Cheilodactylidae - (brak nazwy) – Chironemidae - (brak nazwy) – Datnioididae - (brak nazwy) – Dichistiidae - (brak nazwy) – Dinolestidae - (brak nazwy) – Dinopercidae - (brak nazwy) – Drepaneidae - (brak nazwy) – Enoplosidae - (brak nazwy) – Epigonidae - (brak nazwy) – Gadopsidae - (brak nazwy) – Gerreidae - (brak nazwy) – Glaucosomatidae - (brak nazwy) – Grammatidae - (brak nazwy) – Howellidae - (brak nazwy) – Inermiidae - (brak nazwy) – Kuhliidae - (brak nazwy) – Kyphosidae - (brak nazwy) – Lactariidae - (brak nazwy) – Lateolabracidae - (brak nazwy) – Latidae - (brak nazwy) – Latridae - (brak nazwy) – Leptobramidae - (brak nazwy) – Lobotidae - (brak nazwy) – Malacanthidae - (brak nazwy) – Menidae - (brak nazwy) – Nematistiidae - (brak nazwy) – Notograptidae - (brak nazwy) – Opistognathidae - (brak nazwy) – Oplegnathidae - (brak nazwy) – Ostracoberycidae - (brak nazwy) – Pentacerotidae - (brak nazwy) – Plesiopidae - (brak nazwy) – Polycentridae - (brak nazwy) – Polyprionidae - (brak nazwy) – Pomatomidae - (brak nazwy) – Scombropidae - (brak nazwy) – Symphysanodontidae - (brak nazwy) – Terapontidae | - Acropomatidae - Aplodactylidae - Apogonidae – apogonowate - Arripidae - Badidae – badisowate - Banjosidae - Bathyclupeidae - Bramidae – bramowate - Caesionidae – cesjowate - Callanthiidae - Carangidae – ostrobokowate - Caristiidae - Centracanthidae - Centrarchidae – bassowate - Centrogeniidae - Centropomidae - Cepolidae - Chaetodontidae – chetonikowate - Ambassidae – przezroczkowate - Cheilodactylidae - Chironemidae - Cirrhitidae – żagiewkowate - Coryphaenidae – koryfenowate - Datnioididae - Dichistiidae - Dinolestidae - Dinopercidae - Drepanidae - Echeneidae – podnawkowate - Emmelichthyidae – kraśniakowate - Enoplosidae - Epigonidae - Gadopsidae - Gerreidae - Glaucosomatidae - Grammatidae - Haemulidae – luszczowate - Howellidae - Inermiidae - Kuhliidae - Kyphosidae - Lactariidae - Lateolabracidae - Latidae - Latridae - Leiognathidae – mydliczkowate - Leptobramidae - Lethrinidae – letrowate - Lobotidae - Lutjanidae – lucjanowate - Malacanthidae - Menidae - Monodactylidae – monodaktylowate - Moronidae – moronowate - Mullidae – barwenowate - Nandidae – wielocierniowate - Nematistiidae - Nemipteridae – nitecznikowate - Notograptidae - Opistognathidae - Oplegnathidae - Ostracoberycidae - Pempheridae – zmiataczowate - Pentacerotidae - Percichthyidae – skalnikowate - Percidae – okoniowate - Plesiopidae - Polycentridae - Polynemidae – wiciakowate - Polyprionidae - Pomacanthidae – pomakantowate - Pomatomidae - Priacanthidae – latarnikowate - Pseudochromidae – diademkowate - Rachycentridae – rachicowate - Sciaenidae – kulbinowate - Scombropidae - Serranidae – strzępielowate - Sillaginidae – sylagusowate - Sparidae – prażmowate - Symphysanodontidae - Terapontidae - Toxotidae – strzelczykowate |

### Scombroidei
Podrząd: Scombroidei – makrelowce obejmuje 6 rodzin:
| według polskich nazw zwyczajowych | według nazw systematycznych |
| --- | --- |
| - barrakudowate – Sphyraenidae - gempylowate – Gempylidae - makrelowate – Scombridae - włócznikowate – Xiphiidae - pałaszowate – Trichiuridae - żaglicowate – Istiophoridae | - Gempylidae – gempylowate - Istiophoridae – żaglicowate - Scombridae – makrelowate - Sphyraenidae – barrakudowate - Trichiuridae – pałaszowate - Xiphiidae – włócznikowate |

### Scombrolabracoidei
Podrząd: Scombrolabracoidei obejmuje 1 rodzinę:
- Scombrolabracidae

### Stromateoidei
Podrząd: Stromateoidei – żuwakowce obejmuje 6 rodzin:
| według polskich nazw zwyczajowych | według nazw systematycznych |
| --- | --- |
| - pasterzykowate (?) – Nomeidae - pompilowate – Centrolophidae - żuwakowate – Stromateidae - (brak nazwy) – Amarsipidae - (brak nazwy) – Ariommatidae - (brak nazwy) – Tetragonuridae | - Amarsipidae - Ariommatidae - Centrolophidae – pompilowate - Nomeidae – pasterzykowate (?) - Stromateidae – żuwakowate - Tetragonuridae |

### Trachinoidei
Podrząd: Trachinoidei – ostroszowce obejmuje 13 rodzin:
| według polskich nazw zwyczajowych | według nazw systematycznych |
| --- | --- |
| - dobijakowate – Ammodytidae - ostroszowate – Trachinidae - paszczękowate – Chiasmodontidae - skaberowate – Uranoscopidae - wargowłosowate – Trichodontidae - (brak nazwy) – Champsodontidae - (brak nazwy) – Cheimarrhichthyidae - (brak nazwy) – Creediidae - (brak nazwy) – Leptoscopidae - (brak nazwy) – Percophidae - (brak nazwy) – Pholidichthyidae - (brak nazwy) – Pinguipedidae - (brak nazwy) – Trichonotidae | - Ammodytidae – dobijakowate - Champsodontidae - Cheimarrhichthyidae - Chiasmodontidae – paszczękowate - Creediidae - Leptoscopidae - Percophidae - Pholidichthyidae - Pinguipedidae - Trachinidae – ostroszowate - Trichodontidae – wargowłosowate - Trichonotidae - Uranoscopidae – skaberowate |

### Zoarcoidei
Podrząd: Zoarcoidei – węgorzycowce obejmuje 9 rodzin:
| według polskich nazw zwyczajowych | według nazw systematycznych |
| --- | --- |
| - ostropłetwcowate – Pholidae - stychejkowate – Stichaeidae - węgorzycowate – Zoarcidae - zębaczowate – Anarhichadidae - (brak nazwy) – Bathymasteridae - (brak nazwy) – Cryptacanthodidae - (brak nazwy) – Ptilichthyidae - (brak nazwy) – Scytalinidae - (brak nazwy) – Zaproridae | - Anarhichadidae – zębaczowate - Bathymasteridae - Cryptacanthodidae - Pholidae – ostropłetwcowate - Ptilichthyidae - Scytalinidae - Stichaeidae – stychejkowate - Zaproridae - Zoarcidae – węgorzycowate |

## Różnice

### Ammodytoidei
Podrząd: Ammodytoidei – dobijakowce obejmował 1 rodzinę:
- Ammodytidae – dobijakowate

obecnie zaliczaną do podrzędu ostroszowców (Trachinoidei).

### Luciocephaloidei
Podrząd: Luciocephaloidei – szczupakogłowcowce obejmował 1 rodzinę:
- Luciocephalidae – szczupakogłowcowate

obecnie zaliczaną w randze podrodziny Luciocephalinae do rodziny guramiowatych (Osphronemidae) z podrzędu błędnikowców (Anabantoidei).

### Mastacembeloidei
Podrząd: Mastacembeloidei – długonosowce – obejmował 2 rodziny:
- Chaudhuriidae
- Mastacembelidae – długonosowate

obecnie zaliczane do rzędu szczelinokształtnych (Synbranchiformes).

### Mugiloidei
Podrząd: Mugiloidei – cefalowce obejmował 1 rodzinę:
- Mugilidae – cefalowate

obecnie tworzącą rząd cefalokształtnych (Mugiliformes).

### Polynemoidei
Podrząd: Polynemoidei – wiciakowce obejmował 1 rodzinę:
- Polynemidae – wiciakowate

obecnie zaliczaną do podrzędu okoniowców (Percoidei).

### Schindlerioidei
Podrząd: Schindlerioidei obejmował 1 rodzinę:
- Schindleriidae

obecnie zaliczaną do podrzędu babkowców (Gobioidei).

### Sphyraenoidei
Podrząd: Sphyraenoidei – barrakudowce – obejmował 1 rodzinę:
- Sphyraenidae – barrakudowate

obecnie zaliczaną do podrzędu makrelowców (Scombroidei).